# Billboard Comprehensive Albums
De Billboard Comprehensive Albums (2003-2009) was een digitale hitlijst die gepubliceerd werd op de website van Billboard. 
De lijst was bedoeld als aanvulling op de Billboard 200, van oudsher de belangrijkste albumlijst van Billboard. Voor de Billboard 200 golden destijds echter een aantal spelregels waardoor sommige albums niet in de lijst werden opgenomen, ook al behoorden ze tot de 200 bestverkochte albums van die week.
Ten eerste bevatte de Billboard 200 geen oude (catalog) albums. Albums van 18 maanden of ouder die in de Billoard 200 genoteerd stonden en naar een positie beneden nummer 100 zakten, werden automatisch uit de lijst genomen en in de verkooplijst voor catalog albums geplaatst. Ze konden daarna ook nooit meer terugkomen in de Billboard 200.
De tweede spelregel was dat de Billboard 200 alleen albums opnam die overal verkrijgbaar waren, zowel online als in fysieke winkels. Albums die exclusief bij één platenketen, of alleen online, verkrijgbaar waren, werden uitgesloten van de lijst. 
Beide regels golden niet voor Comprehensive Albums; in deze lijst werden catalog titels en albums die maar bij één retailer verkrijgbaar waren, gewoon opgenomen. In de praktijk kwam het erop neer dat de Billboard 200 en Comprehensive Albums grotendeels gelijk aan elkaar waren, met als uitzondering enkele oudere catalog-titels die in de onderste helft van Comprehensive Albums rondzwierven. Maar omdat het geleidelijk aan steeds vaker voorkwam dat bepaalde albums alleen bij één of twee winkelketens verkocht werden (en dus niet in de Billboard 200 mochten komen), werd besloten die regel in 2007 te schrappen. 
De directe aanleiding hiervoor was het succes van het album Long Way Home van The Eagles, dat exclusief in één winkelketen verkrijgbaar was in de VS. Desondanks was het in oktober 2007 wel het bestverkochte album in de VS in die week, maar volgens de regels van de Billboard 200 nog steeds niet zichtbaar. Billboard besloot daarop de "exclusiviteits"-regel te schrappen waarna alle albums, ongeacht de wijze waarop ze verkocht werden, in de Billboard 200 konden worden opgenomen. Het album van The Eagles kwam prompt binnen op nummer 1 in de Billboard 200.
Toen in 2009 bovendien besloten werd om de regels rond catalog titels te versoepelen - voortaan konden alle titels in de Billboard 200 worden opgenomen, ongeacht hun leeftijd - was het bestaan van Comprehensive Albums niet meer gerechtvaardigd. De lijst werd in 2009 dan ook opgeheven.